# Carme Claramunt
Pour les articles homonymes, voir Claramunt et Barot.
Carme Claramunt, de son nom complet Carme Claramunt i Barot, née à Roda de Berà le 28 septembre 1897 et morte le 18 avril 1939 à Sant Adrià de Besòs, est une femme politique catalane fusillée par les nationalistes espagnols à l'âge de 41 ans.

## Biographie
Activiste politique, militante de la Gauche républicaine de Catalogne et d'Estat Català, elle est active durant la guerre d'Espagne.
Lorsque les troupes franquistes envahissent Barcelone en janvier 1939, elle est dénoncée par une voisine de Badalone, puis arrêtée. 
Le 3 mars 1939, elle est emprisonnée à la prison pour femmes de Les Corts. Elle est considérée par la Phalange comme étant « une femme très dangereuse » et hostile au « Glorieux Mouvement national. »
Elle est la première femme fusillée au camp de la Bota par les nationalistes. Son corps est inhumé dans une fosse commune.

## Postérité
- En 2002, la mairie de Barcelone nomme un jardin en sa mémoire, dans le district de Les Corts, près du mémorial de la prison pour femmes de Les Corts[6].
- Le camp de la Bota, lieu de son exécution, est aujourd'hui un lieu de mémoire à Barcelone[7].

## Liens
- Notices d'autorité :   - VIAF
  - ISNI
  - LCCN
  - Espagne
  - WorldCat